# Râul Valea cu Apă, Măgura
Râul Valea cu Apă este un curs de apă, unul din cele două brațe care formează Râul Măgura, Sbârcioara. 

## Hărți
- Harta județului Brașov